# Evanochrysa evanescens
Evanochrysa evanescens är en insektsart som först beskrevs av Robert McLachlan 1869.
Evanochrysa evanescens ingår i släktet Evanochrysa och familjen guldögonsländor.

## Underarter
Arten delas in i följande underarter:
- Evanochrysa evanescens javanica
- Evanochrysa evanescens evanescens